# Andria Tayeh
Andria Tayeh (en árabe: أندريا طايع‎; nacida el 9 de mayo de 2001) es una actriz jordana y libanesa, conocida por su papel de Mariam en la miniserie Escuela para señoritas de Al Rawabi, de Netflix.

## Biografía
La actriz y modelo jordanalibanesa dijo que su papel en AlRawabi School for Girls fue su primera vez frente a una cámara, así como su debut como actriz en pantalla. Comenzó haciendo una audición para el papel de Dina, que finalmente consiguió su compañera de reparto Yara Mustafa. Durante una audición, se sinceró con la creadora Tima Shomali, revelándole que sufrió acoso y, a partir de ahí, la directora pensó que se tenía gran compatibilidad con el papel de Mariam. Tima dejó que Andria hiciera una audición para Mariam, una de las dos protagonistas, y terminó obteniendo el papel. También ha dicho que tiene algunos "proyectos" confidenciales en camino.

## Filmografía
- Escuela para señoritas de Al Rawabi (2021)